# Minamoto no Mitsunaka
Minamoto no Mitsunaka (源 満仲?; 29 aprile 912 – 6 ottobre 997) è stato un militare giapponese, uno dei primi membri del clan Minamoto del quale si ha notizia storica.

## Biografia
Figlio di Minamoto no Tsunemoto, fu samurai ed ufficiale di corte durante il periodo Heian. Mitsunaka apparteneva alla linea Seiwa Genji del clan Minamoto, discendente dell'imperatore Seiwa. Servì numerosi reggenti del clan Fujiwara, tra cui Fujiwara no Morotada e Fujiwara no Kaneie. La sua affinità con il clan Fujiwara lo rese uno dei più ricchi e potenti cortigiani del tempo. Fu governatore di dieci province e Chinjufu shōgun (traducibile come Comandante generale per la difesa del Nord).
Mitsunaka sposò la figlia di Minamoto no Suguru, della linea Saga Genji del clan Minamoto, ed ebbe tre figli: Yorimitsu, celebre guerriero che dette vita ad una leggenda, Yorinobu, capostipite della linea Kewachi Genji, e Yorichika.
In vecchiaia si ritirò nel suo palazzo a Tada, nella provincia di Settsu.